# カニ汁

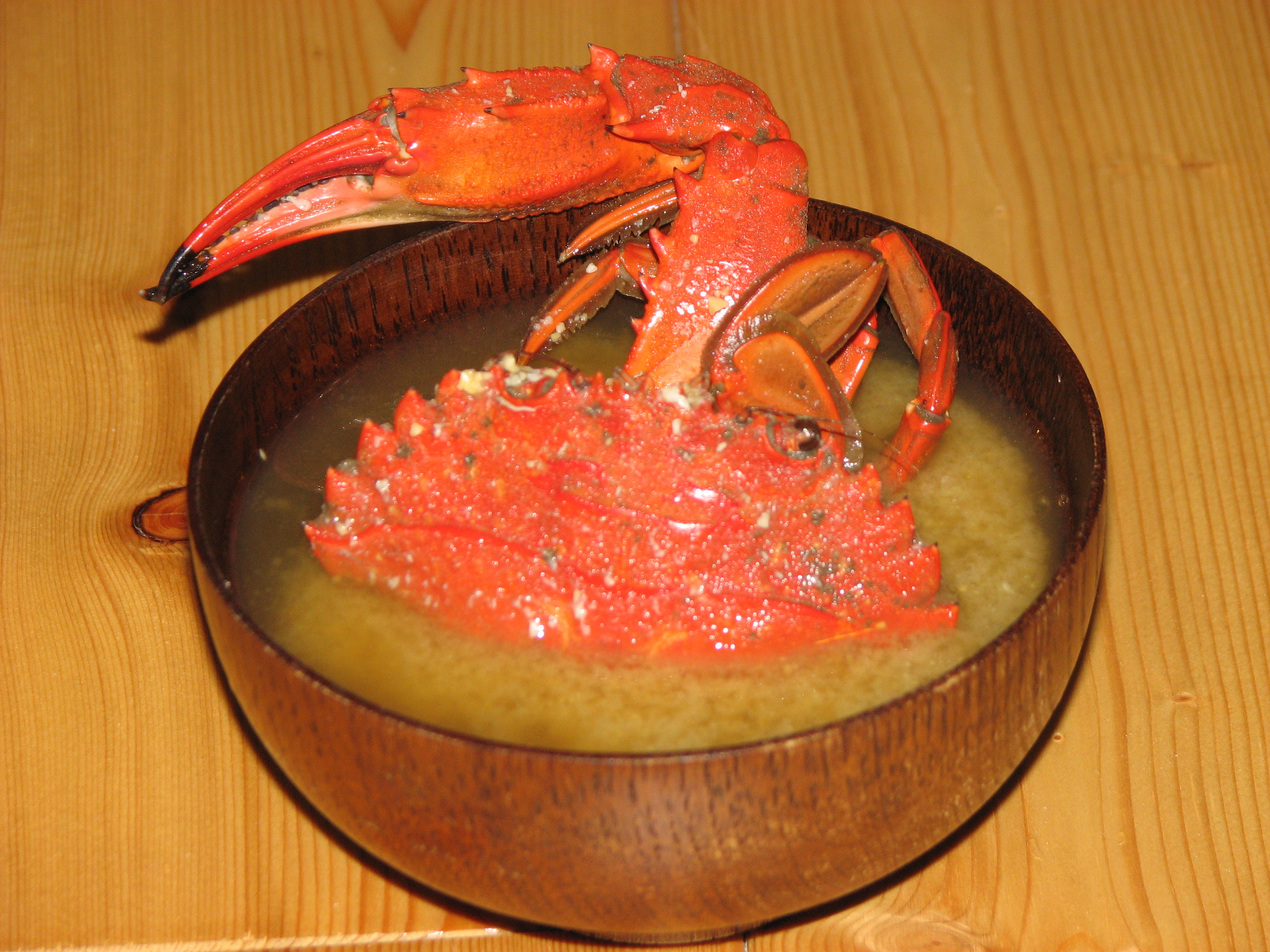
イシガニのカニ汁

カニ汁（カニじる）は、カニ（ヤドカリ属に分類されるタラバガニも含む）を使用した汁物料理。地域や扱うカニによって名称・味付けが異なる。
北海道では、「鉄砲汁（てっぽうじる）」と呼称され、ご当地グルメ・郷土料理でもある。

## カニ汁
東北・北陸地方以南の東・西日本で食されるカニ汁は、ワタリガニ（ガザミ・イシガニ、ノコギリガザミなど）を使用した味噌汁がポピュラーである。
その他、北陸地方では、ズワイガニ（越前ガニなど）で食されるものがポピュラーである。

## 鉄砲汁
鉄砲汁は、カニ入りの味噌汁のことであり、北海道根室市花咲港で水揚げされるハナサキガニを使用する味噌汁が特に有名である。その他、タラバガニ・ズワイガニ・ケガニでも同様に食される。
「鉄砲汁」の名称の由来はカニの足を箸でつついて食べる仕草が鉄砲の弾詰めをしている姿に似ていることによるとされる。